# Centro Nacional de Supercomputación
Pour les articles homonymes, voir Mare nostrum (homonymie) et BSC.
Le Centro nacional de Supercomputación (CNS), également connu comme Barcelona Supercomputing Center (BSC), est un centre de calcul public, situé à Barcelone (Espagne). Il possède le superordinateur MareNostrum, un superordinateur dont la version actuelle (à base de processeurs Intel Xeon Platinum) a une puissance théorique de 10,3 Petaflops (6,47 mesurées). Au TOP500, MareNostrum-2 a été classé cinquième en novembre 2006, et MareNostrum-4 était 13e en juin 2017.

## Présentation
Il appartient au Réseau espagnol de Calcul intensif (Red Española de Supercomputación), créé par le ministère de l'Éducation et de la Science espagnol (MEC).
Le centre est situé dans une ancienne chapelle appelée Torre Girona[réf. nécessaire], et située dans l'Université polytechnique de Catalogne (UPC) et s'est ouvert le 1er avril 2005. Il est géré par un consortium composé par l'État (MEC, 60 %), la Généralité de Catalogne (30 %) et la UPC (10 %). Son directeur est le professeur Mateo Valero. Le superordinateur MareNostrum est situé dans une énorme cage de verre.
Le Centro nacional de Supercomputación a un budget initial de 5,5 M€ pour la période 2005-2011.

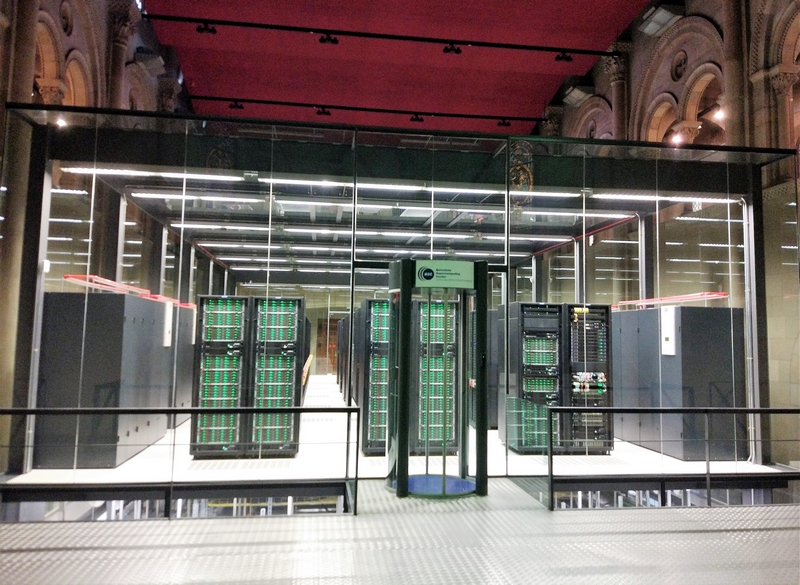
Le supercalculateur MareNostrum 4 dans la chapelle.